# Colobomatus doderleini
Colobomatus doderleini is een eenoogkreeftjessoort uit de familie van de Philichthyidae. De wetenschappelijke naam van de soort is voor het eerst geldig gepubliceerd in 1883 door Richiardi.